# Quai de la Pêcherie
Le quai de la Pêcherie est une voie en rive gauche de la Saône dans le 1er arrondissement de Lyon, en France.

## Situation

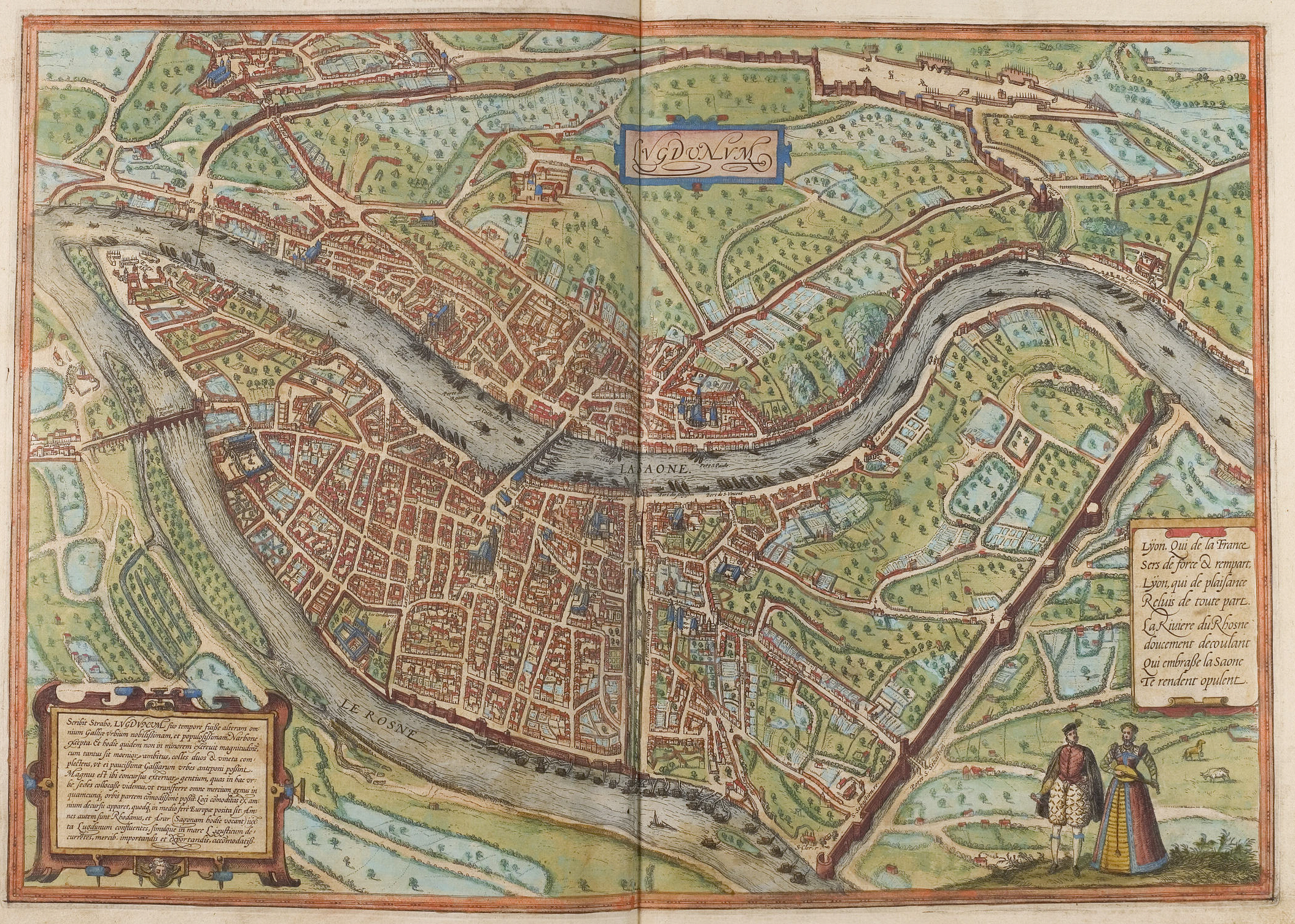
Plan de Lyon par Braun & Hogenberg (1572), avec la « rue de la Pêcherie » bordée de maisons côté rivière, en amont (à droite) du « pont de Saône »

Il commence côté amont (au nord) au coin de la rue d'Algérie dans l'axe de Hôtel de ville, face au pont de la Feuillée, à la fin du quai Saint-Vincent,
,.
Il se termine côté aval (au sud) au coin de la place d'Albon, au début du quai Saint-Antoine,.
La place d'Albon marque la limite avec le 2e arrondissement.
Sa longueur est d'environ 260 m et il contient 14 numéros de maisons.

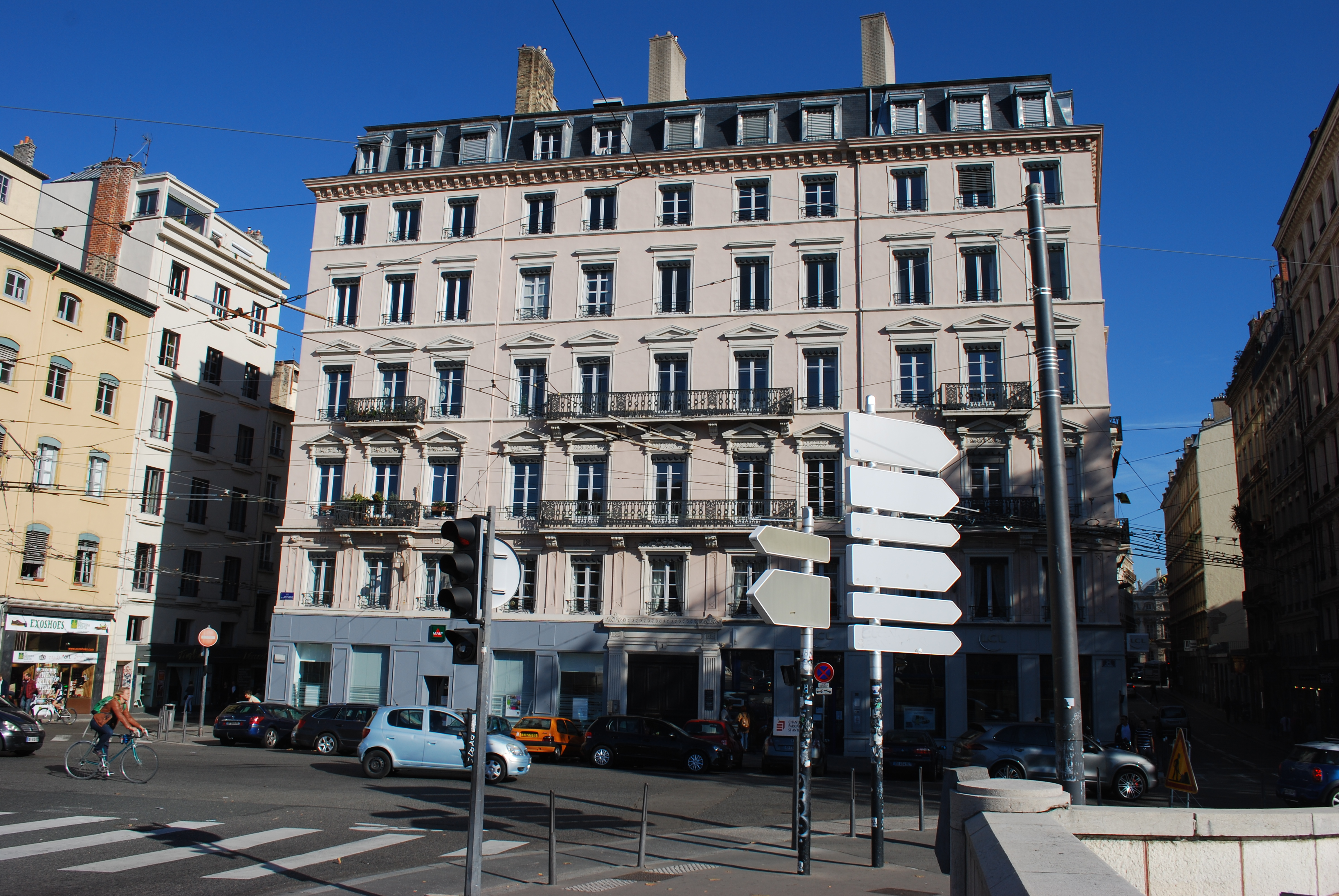
no 1, quai de la Pêcherie, au bout du quai Saint-Vincent à gauche

## Origine du nom
Son nom rappelle la pêcherie, ou halle aux poissons, datant de 1671 et point de vente pour les pêcheurs des étangs et rivières de la Dombes et d'ailleurs. Elle est encore mentionnée en 1816.
En 1847, il a été appelé « quai d'Orléans », puis quai du Peuple (1848), et à nouveau quai d'Orléans en 1854. Il a repris son nom actuel en 1871.

## Histoire
Le plan de Lyon de 1572 montre qu'au XVIe siècle il n'y avait pas de quai à cet endroit : en ce voisinage du seul pont alentour sur la Saône, la berge était bordée de maisons alignées en continu et qui formaient le coté ouest de la courte rue de la Pêcherie. 

On peut aussi remarquer que c'est le seul endroit de tous les bords de rivière indiqués sur la carte, où il y a une aussi forte concentration de bateaux amarrés aux maisons ; ailleurs, les groupes de bateaux sont concentrés autour des petits ports, là où la rivière est accessible depuis le chemin (voir le plan ci-contre). Une vieille légende urbaine dit que c'est ici qu'étaient installés les bordels de la ville et que l’accès en barque assurait plus de discrétion.
De 1889 à 1957, s'y trouvait le terminus du train bleu du Val de Saône.
En 2024, la chaussée du quai, inchangée depuis plusieurs décennies et particulièrement dégradée, est intégralement remise à neuf en deux semaines de chantier.

## Personnalités

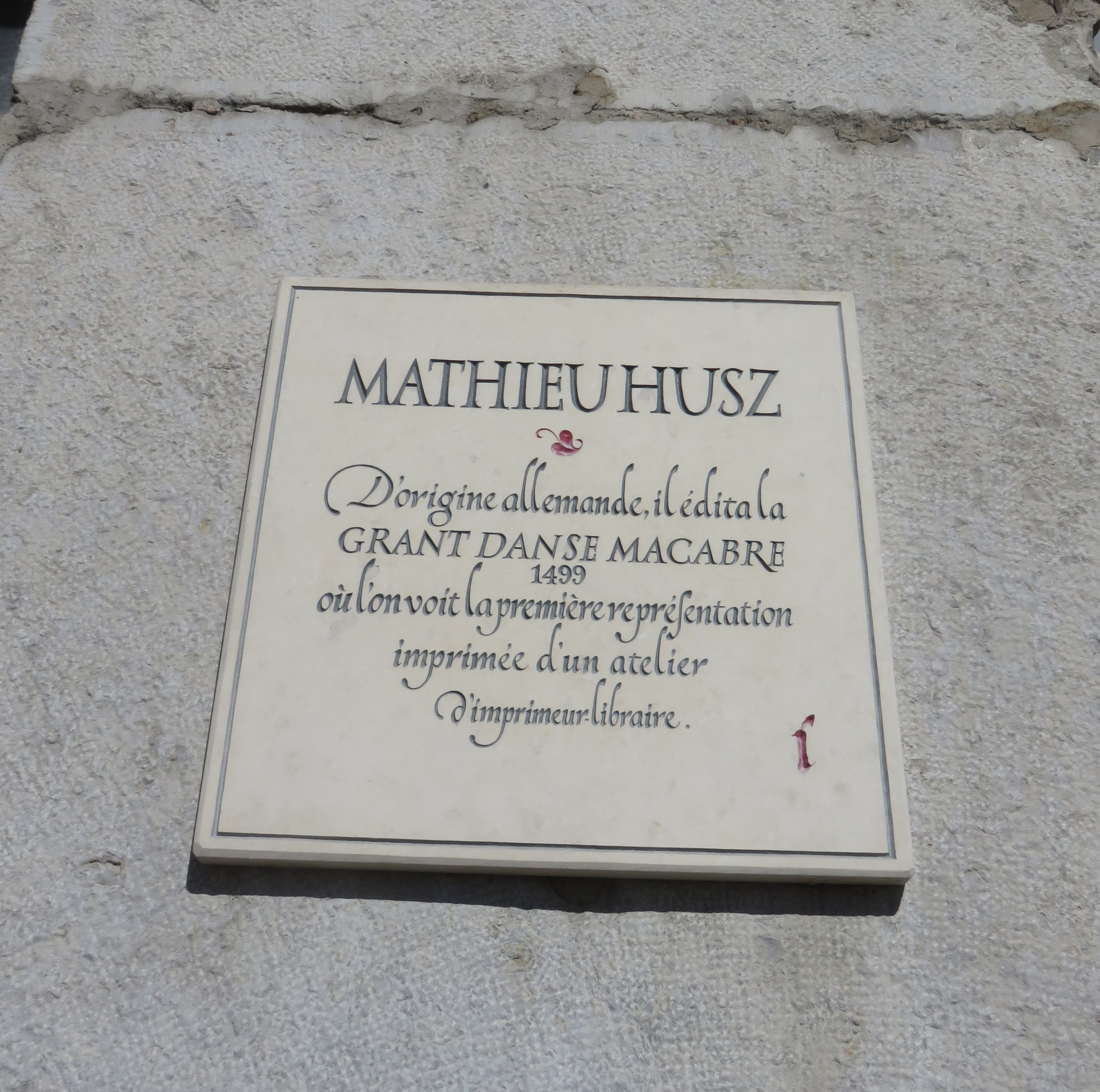
Plaque Mathieu Husz,
no 9 quai de la Pêcherie

## Rues et voies adjacentes
- Rue Constantine
- Rue de la Platière
- Rue Longue

## Monuments et curiosités

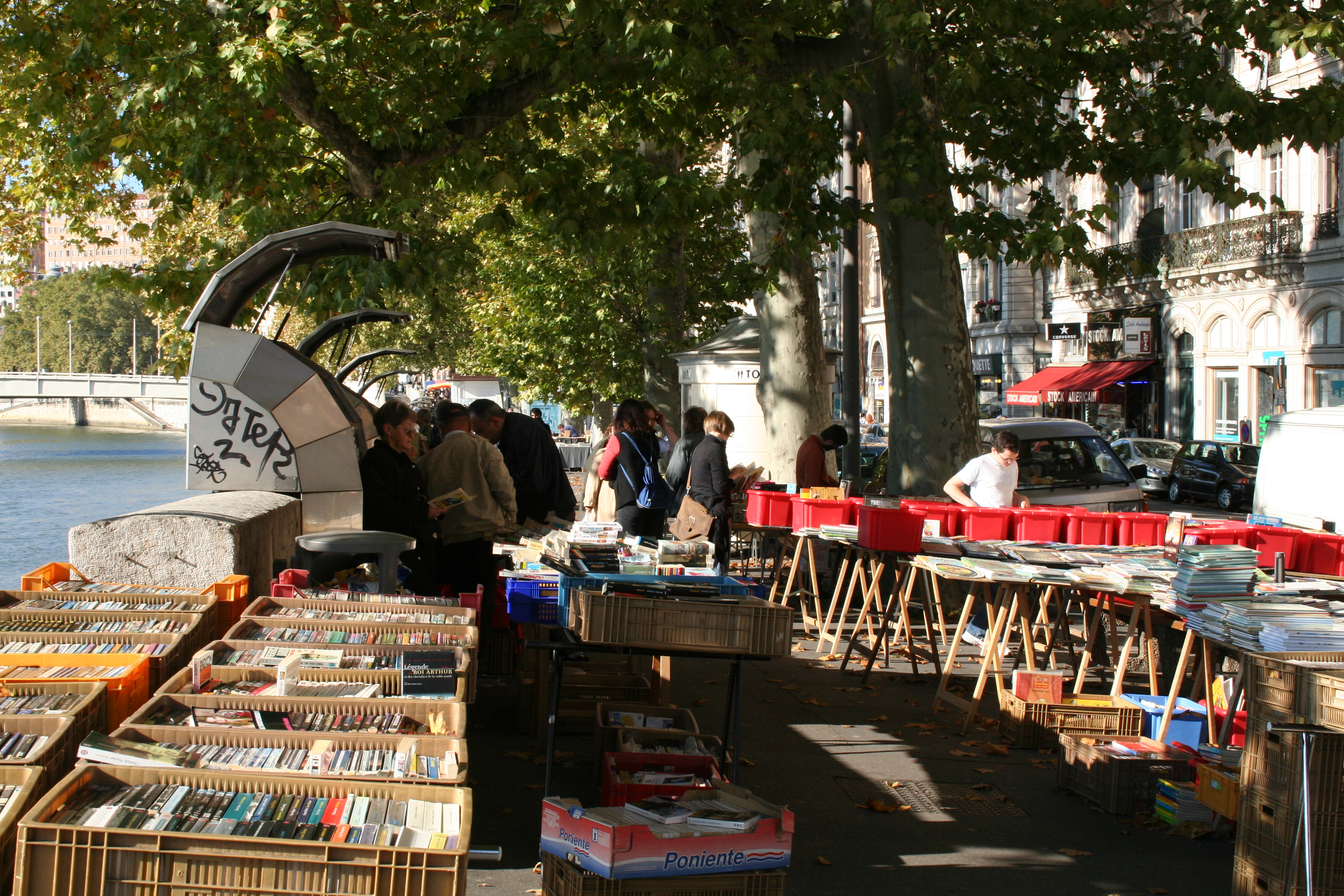
Bouquinistes sur le quai
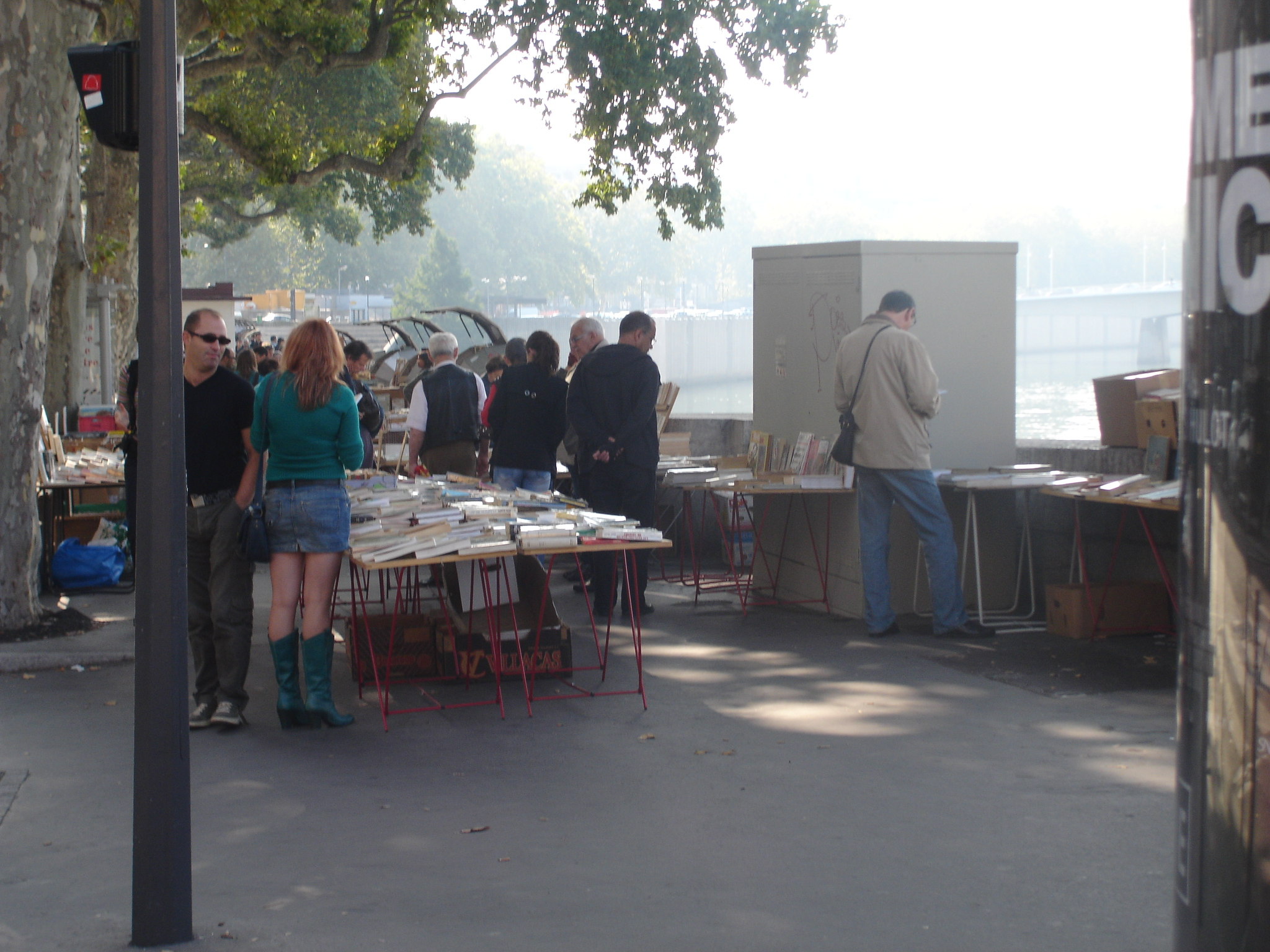
Bouquinistes sur le quai